# Saint-Solve
Saint-Solve è un comune francese di 411 abitanti situato nel dipartimento della Corrèze nella regione della Nuova Aquitania.

## Storia

### Simboli
il comune non ha adottato uno stemma ufficiale.

## Società

### Evoluzione demografica
Abitanti censiti